# Præsidentvalget i Tyskland 1949
Præsidentvalget i Tyskland 1949 var det første valg af en tysk forbundspræsident og blev afholdt den 12. september 1949 i Bonn. Forbundsforsamlingen valgte efter to valgomgange Theodor Heuss som præsident. Heuss blev støttet af en koalition bestående af CDU/CSU og FDP. Den samme koalition var senere grundlaget for at Konrad Adenauer 15. september 1949 blev valgt som forbundskansler. Modkandidaten fra SPD ved præsidentvalget var Kurt Schumacher.

## Valgresultater
| Valgomgang                      | Kandidat                 | Stemmer | %      | Parti   |
| ------------------------------- | ------------------------ | ------- | ------ | ------- |
| 1. valgomgang                   | Theodor Heuss            | 377     | 46,9 % | FDP     |
| 1. valgomgang                   | Kurt Schumacher          | 311     | 38,7 % | SPD     |
| 1. valgomgang                   | Rudolf Amelunxen         | 28      | 3,5 %  | Zentrum |
| 1. valgomgang                   | Hans Schlange-Schöningen | 6       | 0,7 %  | CDU     |
| 1. valgomgang                   | Karl Arnold              | 1       | 0,1 %  | CDU     |
| 1. valgomgang                   | Josef Müller             | 1       | 0,1 %  | CSU     |
| 1. valgomgang                   | Alfred Loritz            | 1       | 0,1 %  | WAV     |
| 1. valgomgang                   | Afgivende stmmer         | 76      | 9,5 %  |         |
| 1. valgomgang                   | Ugyldige stemmer         | 2       | 0,2 %  |         |
| 2. valgomgang                   | Theodor Heuss            | 416     | 51,7 % | FDP     |
| 2. valgomgang                   | Kurt Schumacher          | 312     | 38,8 % | SPD     |
| 2. valgomgang                   | Rudolf Amelunxen         | 30      | 3,7 %  | Zentrum |
| 2. valgomgang                   | Hans Schlange-Schöningen | 2       | 0,2 %  | CDU     |
| 2. valgomgang                   | Afgivende stemmer        | 37      | 4,6 %  |         |
| 2. valgomgang                   | Ugyldige stemmer         | 3       | 0,4 %  |         |
| Theodor Heuss var dermed valgt. |                          |         |        |         |